# Ševko Omerbašić
Ševko ef. Omerbašić (Ustikolina, 9. lipnja 1945. – Zagreb, 31. listopada 2024.) bio je zagrebački imam, glavni imam za Hrvatsku i Sloveniju, predsjednik Mešihata za Hrvatsku i Sloveniju, i do umirovljenja 2012. predsjednik Mešihata u Hrvatskoj. Bio je predsjednik odbora hrvatske vlade za odnose s islamskim zemljama. Godine 2002. odlikovan je Redom Stjepana Radića za zasluge u uspostavljanju državnih i kulturnih odnosa hrvatskog naroda s drugim državama i unaprjeđenje hrvatsko-bošnjačkih odnosa. Zaslužan je za izgradnju Islamskog centra s džamijom u Zagrebu.

## Životopis
Ševko Omerbašić je rođen u mjestu Ustikolina u blizini Foče. Završio je četverogodišnju osnovnu školu u svom rodnom mjestu i nastavio školovanje u Sarajevu, gdje je završio srednju školu. Nakon toga je školovao se na islamskom sveučilištu u Libiji, gdje je studirao islamske vjerske studije. Nakon toga nastavio je studijem arapskog jezika. Godine 1975. imenovan je imamom u Zagrebu, a od 1978. glavni je zagrebački imam. Glavni imam za Hrvatsku i Sloveniju je od 1988. do 1990 godine kada postaje muftija i predsjednik Mešihata Islamske zajednice za Hrvatsku i Sloveniju. Na toj funkciji se zadržava do 1995. kada postaje prvi muftija Mešihata Islamske zajednice u Hrvatskoj. Na toj poziciji ostaje do 2012. godine, kada odlazi u mirovinu.
Pet godina studirao je na isusovačkom Filozofskom fakultetu Sveučilišta u Zagrebu. Omerbašić je također nazočio dvije godine religiozne pedagogije na Katehetskom institutu Katoličkog bogoslovnog fakulteta u Zagrebu.